# Natalia Almada
Natalia Almada (Ciudad de México, 1974) es una fotógrafa y cineasta mexicana especializada en documentales que reside y trabaja a caballo entre los USA y su país de origen, ambos vecinos en Norteamérica, aunque su temática principal y predilecta es la que indaga sobre la historia, la política y la cultura de México. Es biznieta del que fuera presidente mexicano Plutarco Elías, al que dedica uno de sus documentales (El general)
Aunque especializa en el área documental, el año 2016 estrenó su primer largometraje de ficción: Todo lo demás

## Biografía
Natalia Almada nació de padre mexicano y madre estadounidense en la capital de México. En su país natal estudió en la Universidad de Santa Fe, y posteriormente continuó sus estudios en la Escuela de Diseño de Rhode Island

## Premios (selección)
- 2012. MacArthur Fellow
- 2011. Premio Alpert
- 2010. USA Artist Fellow
- 2009. Premio Sundance a mejor director.
- 2008. Guggenheim Fellow

## Filmografía (selección)
- 2016. Todo lo demás[5][6]
- 2011. El velador[7][8]
- 2009. El general[9]
- 2005. Al otro lado
- 2001. All water has a perfect memory